# Vysočany (okres Blansko)
Obec Vysočany (německy Wissotschan) se nachází v okrese Blansko v Jihomoravském kraji. Žije zde 785 obyvatel. V obci se nachází rybník Polačka, který je vhodný ke koupání i rybaření.

## Historie
Obec Vysočany vznikla roku 1961 sloučením vsí Molenburk a Housko. Osada Housko je poprvé zmiňována roku 1371. Stával zde kostel, který byl roku 1437 vypálen husity a ještě ve druhé polovině 16. století byl pustý. Vesnice Molenburk byla založena roku 1724. Obě části byly založeny hrabětem Karlem Ludvíkem z Roggendorfu a svobodným pánem z Mollenburgu. Obec patřila do farnosti Protivanov, od roku 1784 do farnosti Sloup. Díky iniciativě věřících byl roku 1864 zahájena výstavba kostela, který byl vysvěcen roku 1873. Prvním farářem se stal roku 1877 P. Vendelín Hrubý.
| Rok  | Počet obyvatel |
| ---- | -------------- |
| 1970 | 884            |
| 1991 | 825            |
| 2001 | 791            |
| 2011 | 787            |
| 2018 | 793            |
| 2020 | 782            |
| 2023 | 766            |

Doplnění historie Vysočan.
V roce 1971 bylo v klubovně kulturního domu utvořeno agitační středisko. Ve Vysočanech proběhly nové volby. V Jednotném zemědělském družstvu Vysočany byla poprvé na celé ploše provedena přímá kombajnová sklizeň obilovin.
Byla provedena úprava a asfaltování silnice přes Vysočany do Šošůvky a provedeno vyasfaltování některých místních komunikací. V obci byla provedena první kanalizace.
Na obědy doplácí důchodcům MNV 80% jejich ceny.
JZD věnovalo budovu kanceláří MNV a ten zřizuje v roce 1975 celodenní mateřskou školku
V roce 1973 byly zbudovány první chodníky s betonovou a broušenou dlažbou a byla dokončena přístavba školy, v ní zřízena tělocvična, byt pro učitele, nová třída, kabinet, knihovna, ústřední topení. Na zahájení školního roku bylo uskutečněno slavnostní otevření školy. V roce 1974 byla provedena rozsáhlá úprava prostranství před samoobsluhou, vybudována krytá vodní nádrž, zřízen park a nová autobusová čekárna.
V roce 1976. Bylo ukončeno slučování JZD. V novém, sloučeném komplexu je zahrnuto 13 vesnic
V roce 1979. 9. listopadu byl Sborem pro občanské záležitosti pozván do obřadní síně národního výboru pan František Nedoma, který se dožil výjimečně vysokého věku sta let.
V roce 1980 proběhla oslava 60 let TJ SOKOL
V roce 1987 byla dokončena přístavba základní školy, která zabezpečila možnost stravování žáků naší školy, školní družinu a provoz místní lidové knihovny.
V roce 1990 byla dokončena přístavba a rekonstrukce kulturního domu. V roce 1992 došlo k ustavení „Sdružení obcí Drahanské vrchoviny“ za účelem společné výstavby vodovodu. V roce 1993 byla povolena trasa plynovodu do Protivanova, Rozstání a následně do Vysočan.
V roce 1995 byla obec připojena na vodovod a v roce 1996 na plynovod. V roce 1997 zaniklo Jednotné zemědělské družstvo a byla založena společnost Zemspol a.s. Sloup.
V roce 2005 byl založen Svazek obcí pro výstavbu čističky odpadních vod
V roce 2016 byla obec zapojena na čističku odpadních vod.

## Památky
- Kostel sv. Cyrila a Metoděje

## Přírodní poměry
Severozápadní hranici katastru obce tvoří potok Luha. Potok Bělička, kterým je napájen rybník ve středu vesnice, stejně jako na východ od obce tekoucí Molenburský potok, se mezi obcemi Baldovec a Holštejn vlévají do říčky Bílá voda.

## Fotogalerie

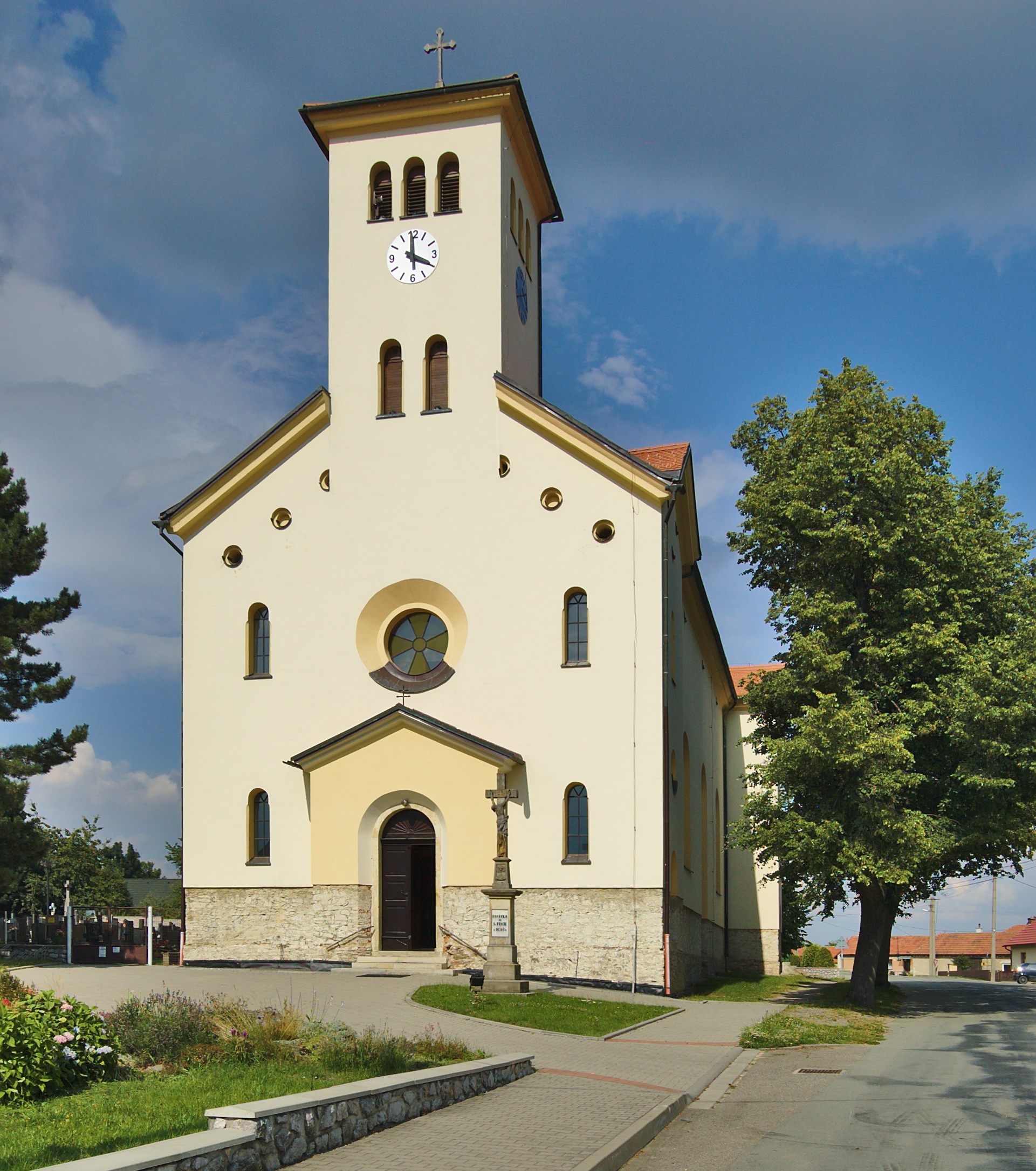
Kostel svatého Cyrila a Metoděje
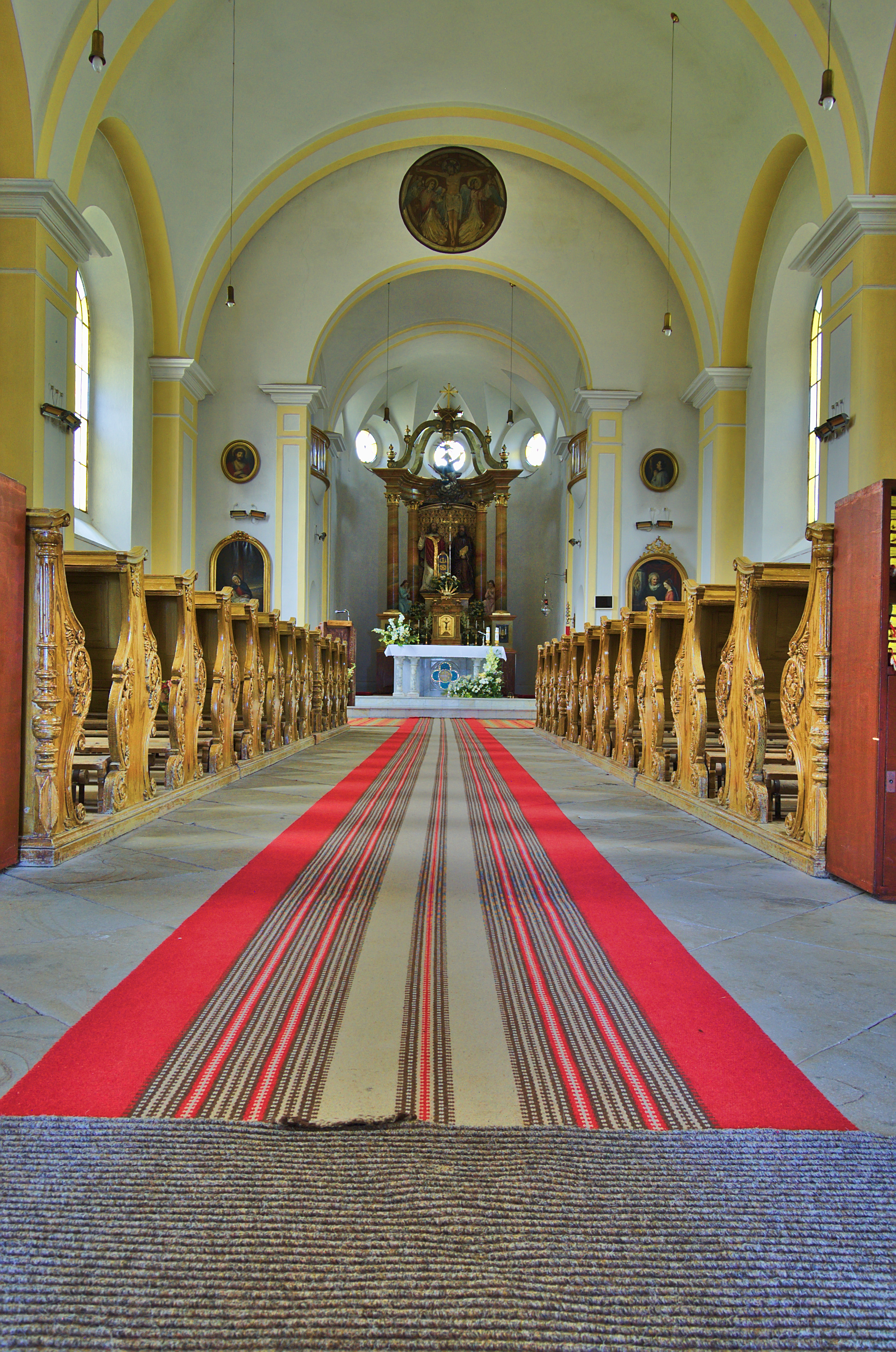
Interiér kostela
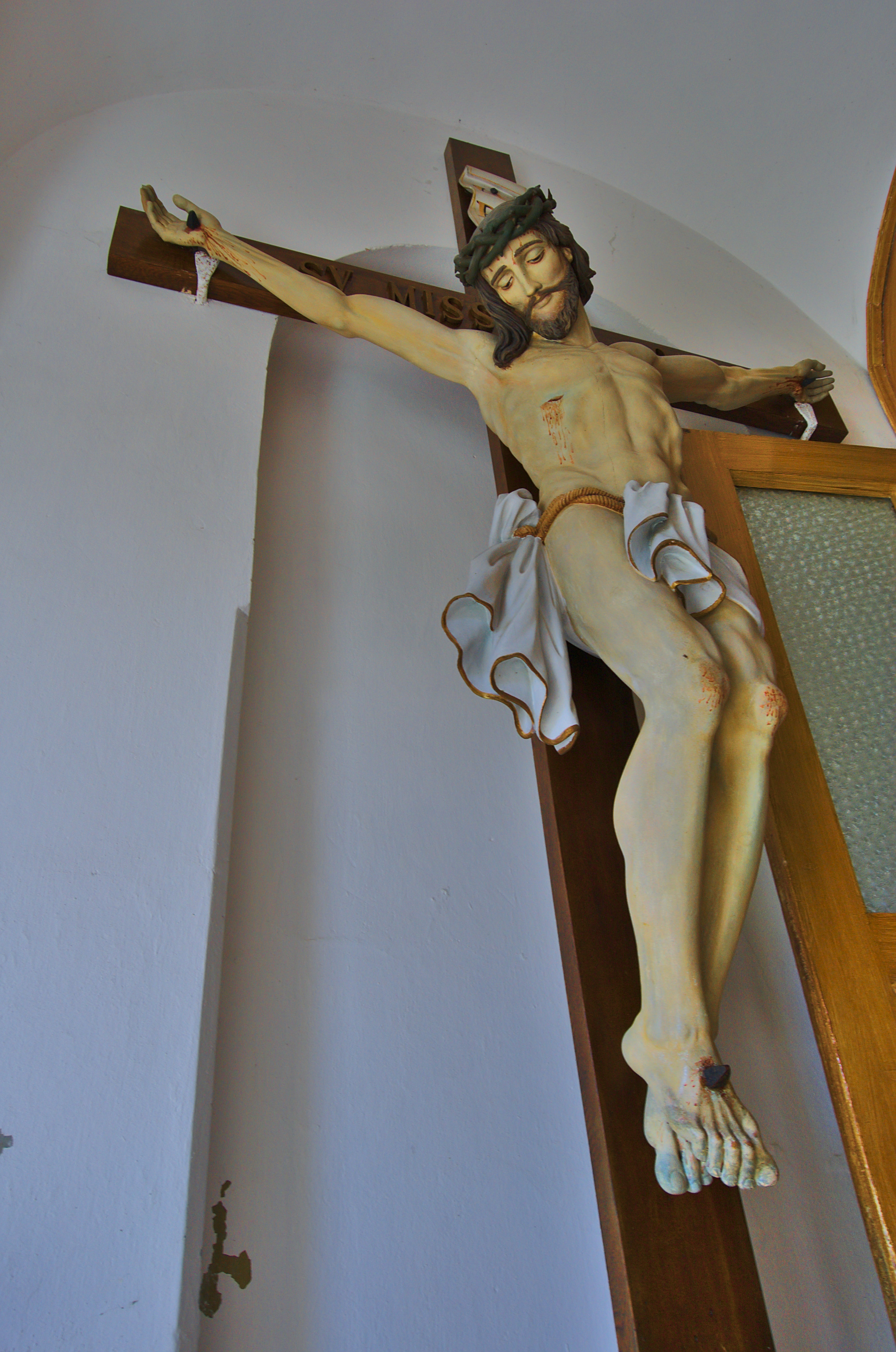
Ukřižovaný Ježíš ve vchodu do kostela svatého Cyrila a Metoděje
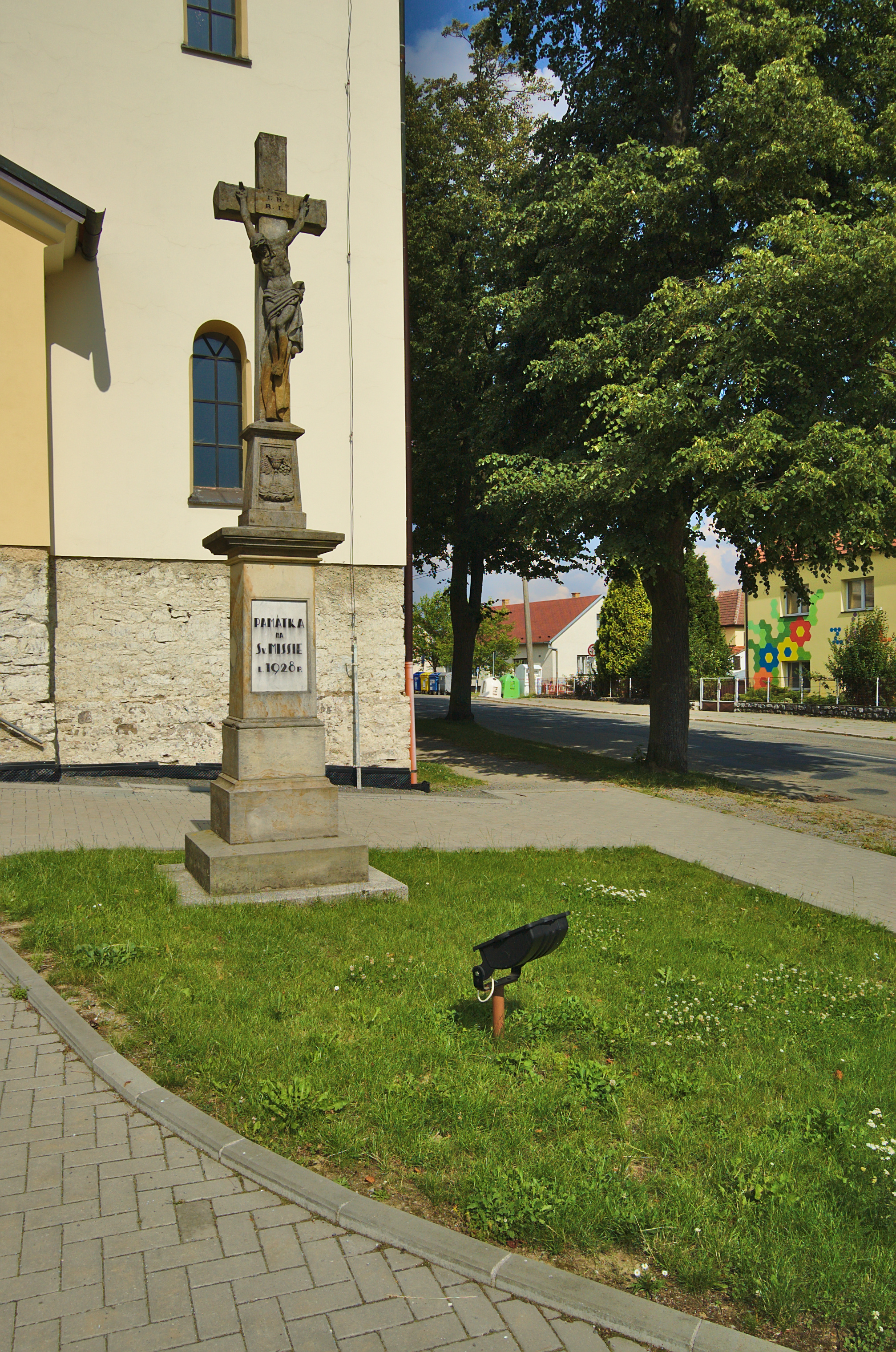
Kříž před kostelem
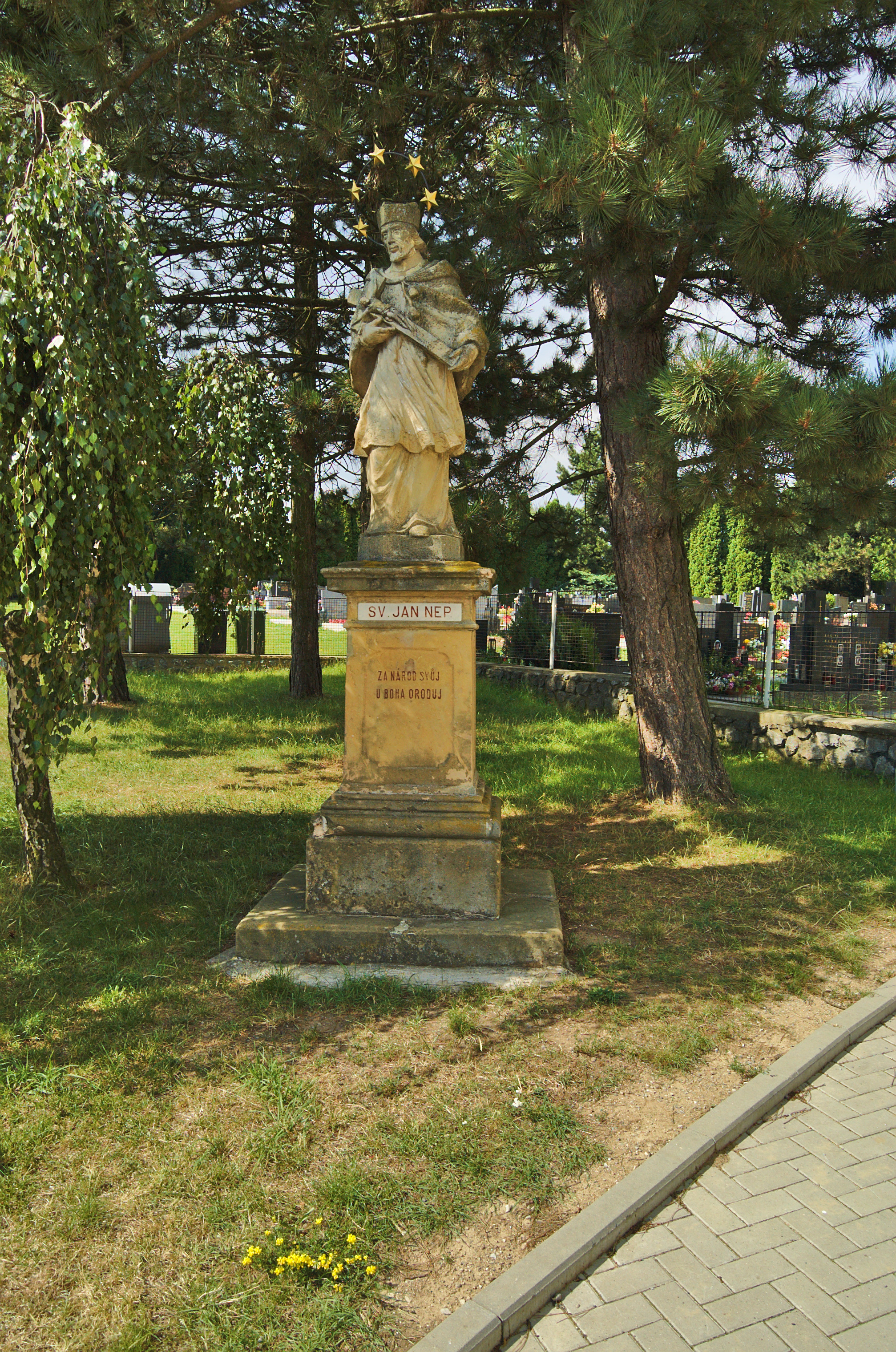
Socha svatého Jana Nepomuckého vedle kostela
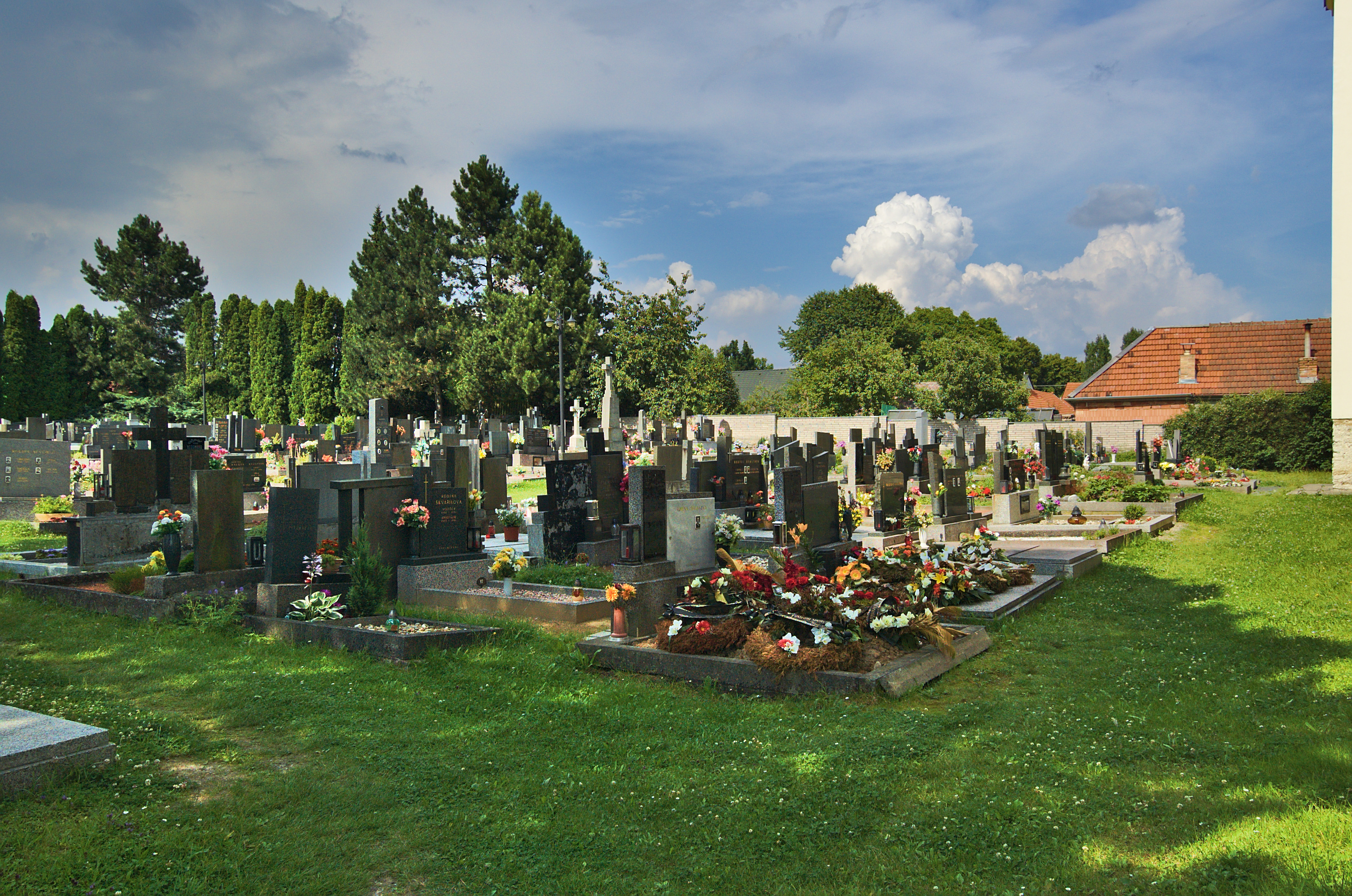
Hřbitov
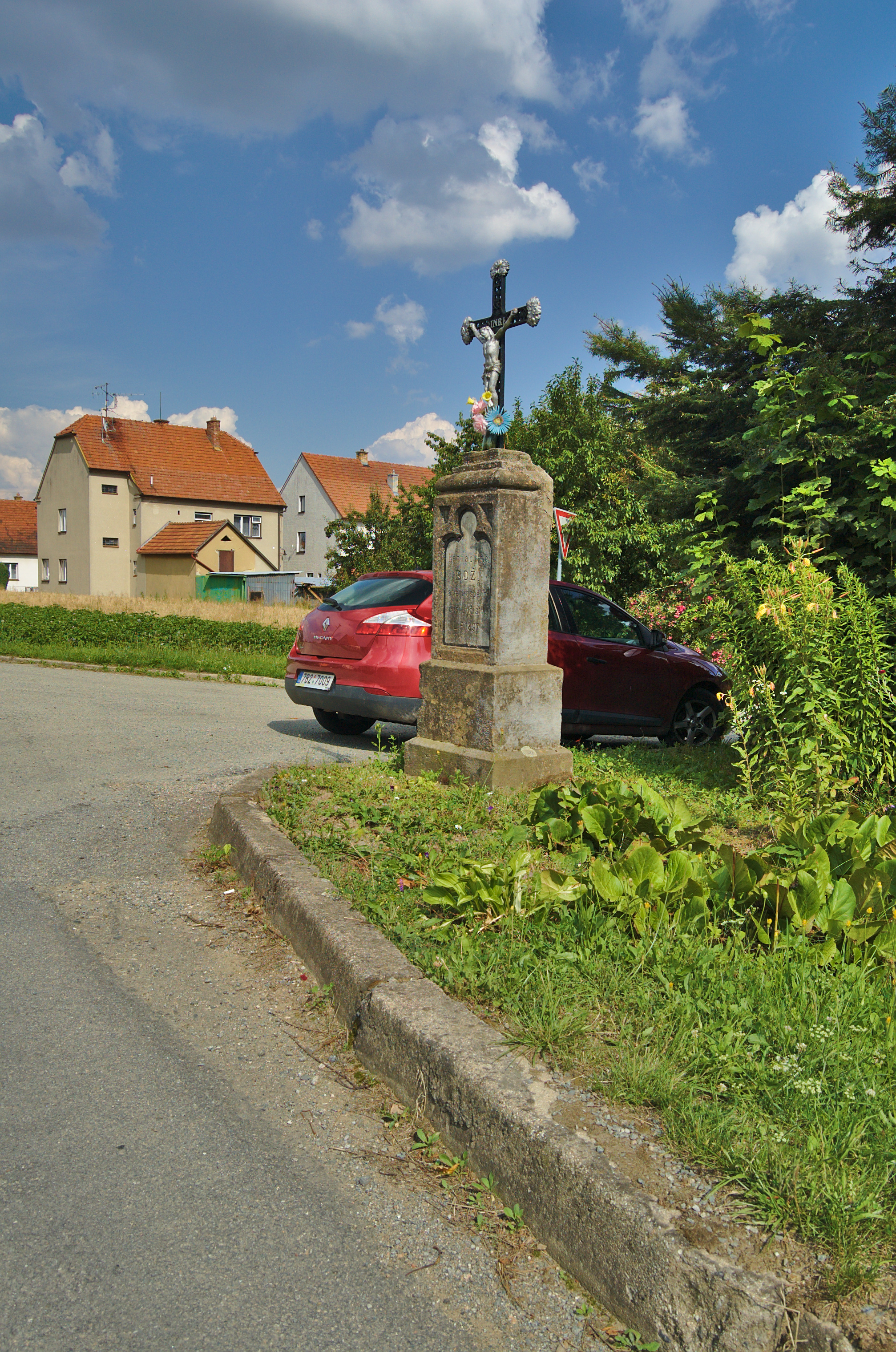
Kříž v Molenburku u silnice na Housko
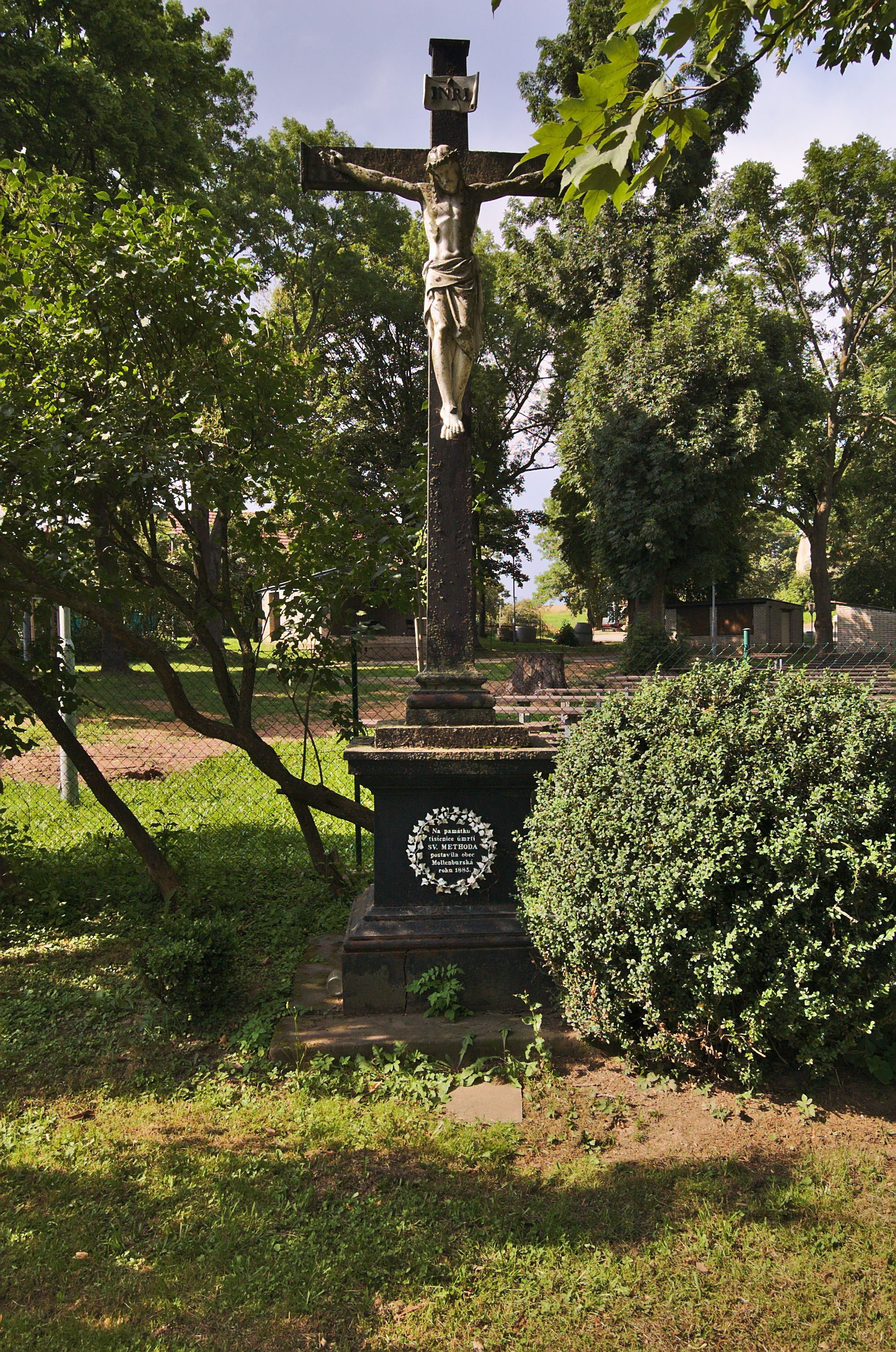
Kříž u silnice, Molenburk
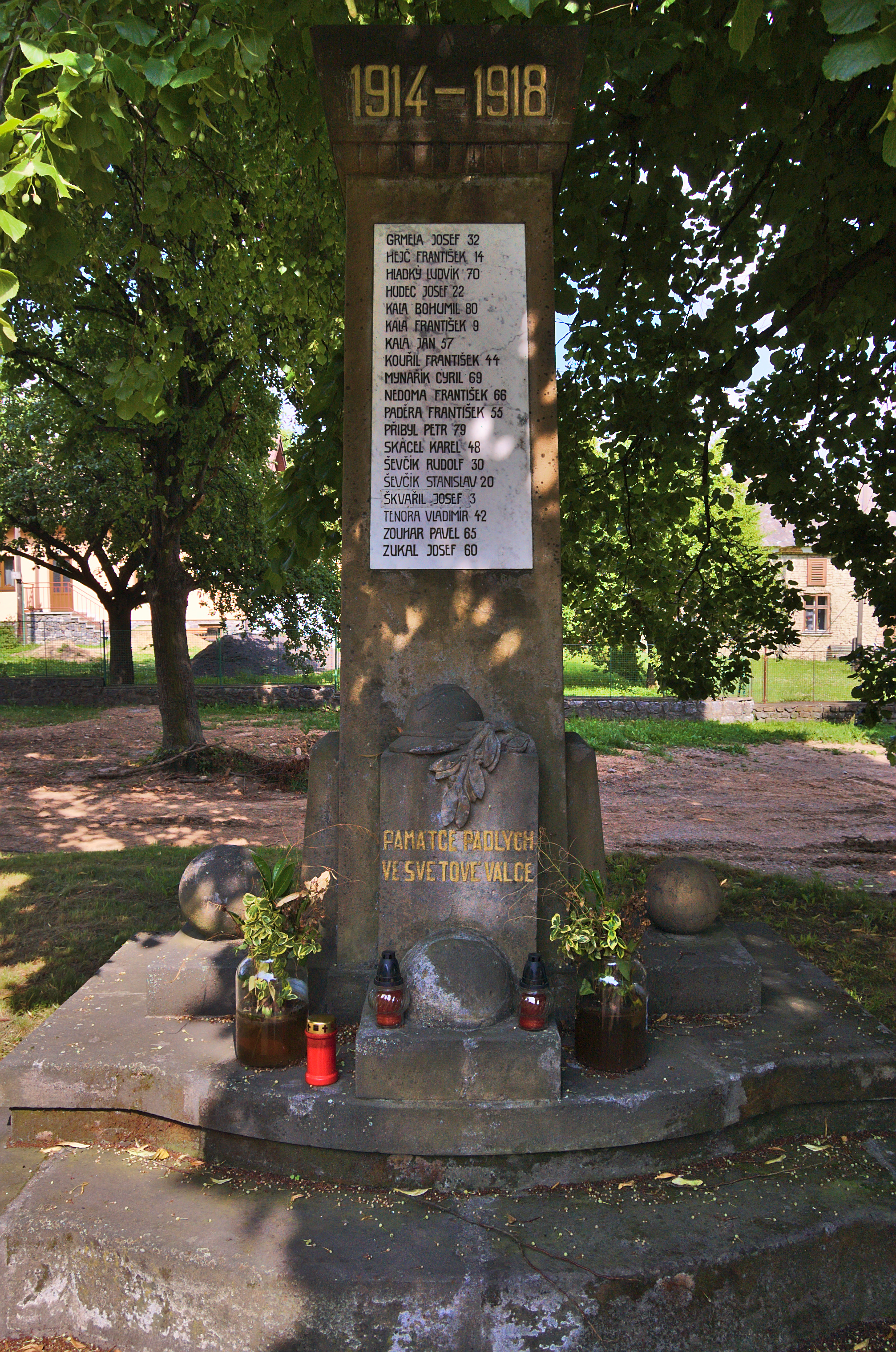
Památník obětem první světové války, Molenburk
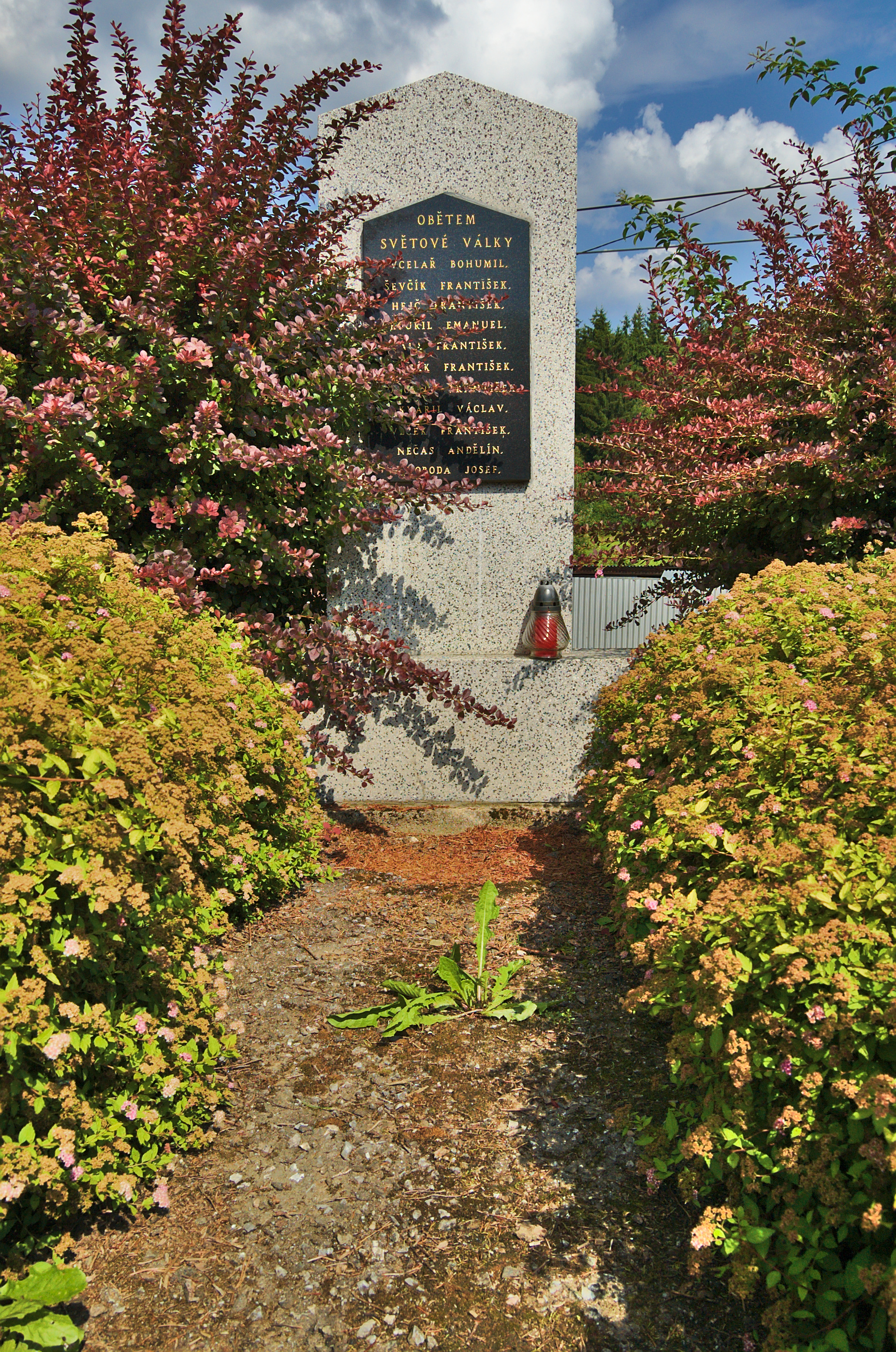
Památník obětem světové války, Housko
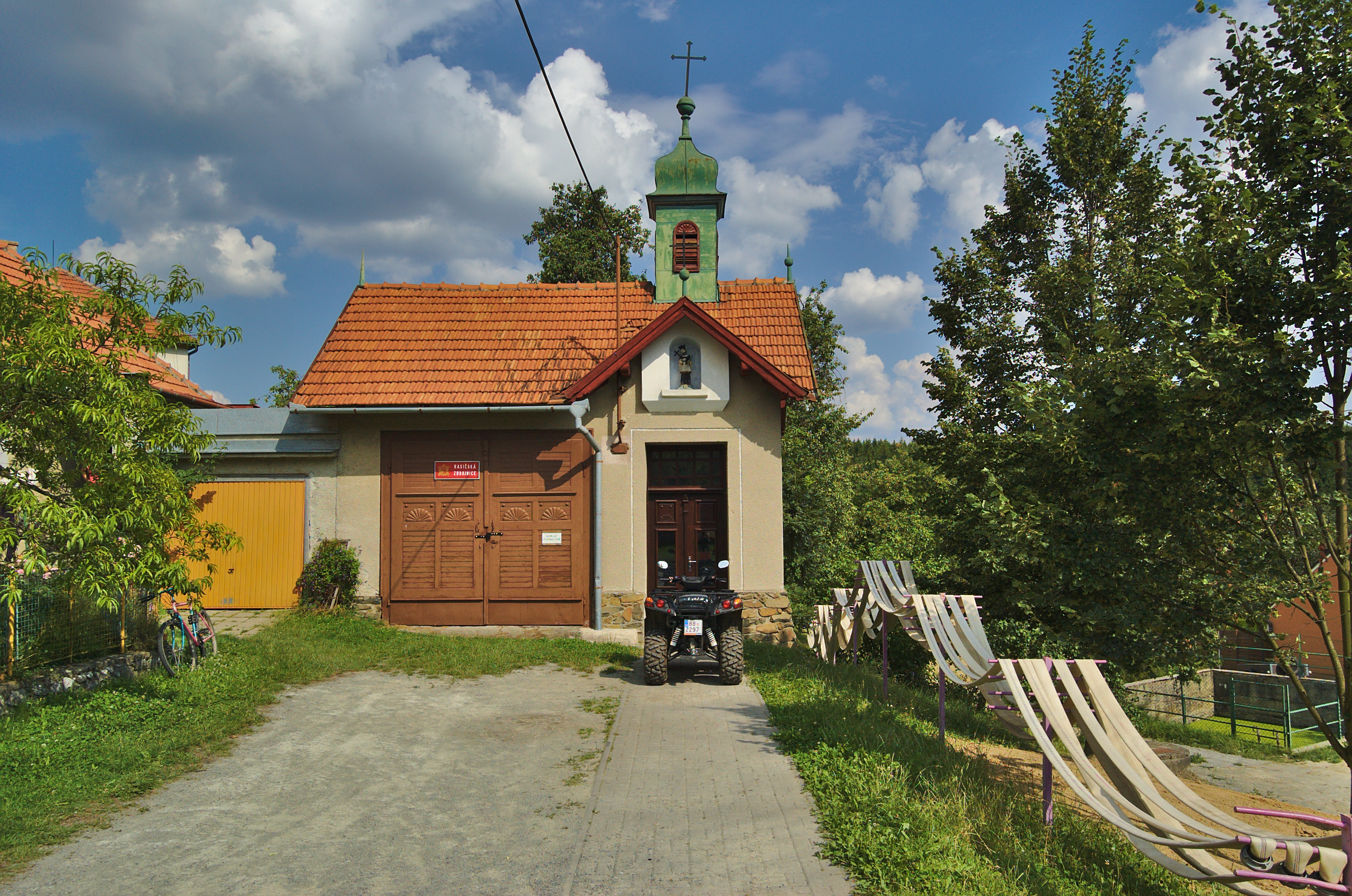
Hasičská zbrojnice
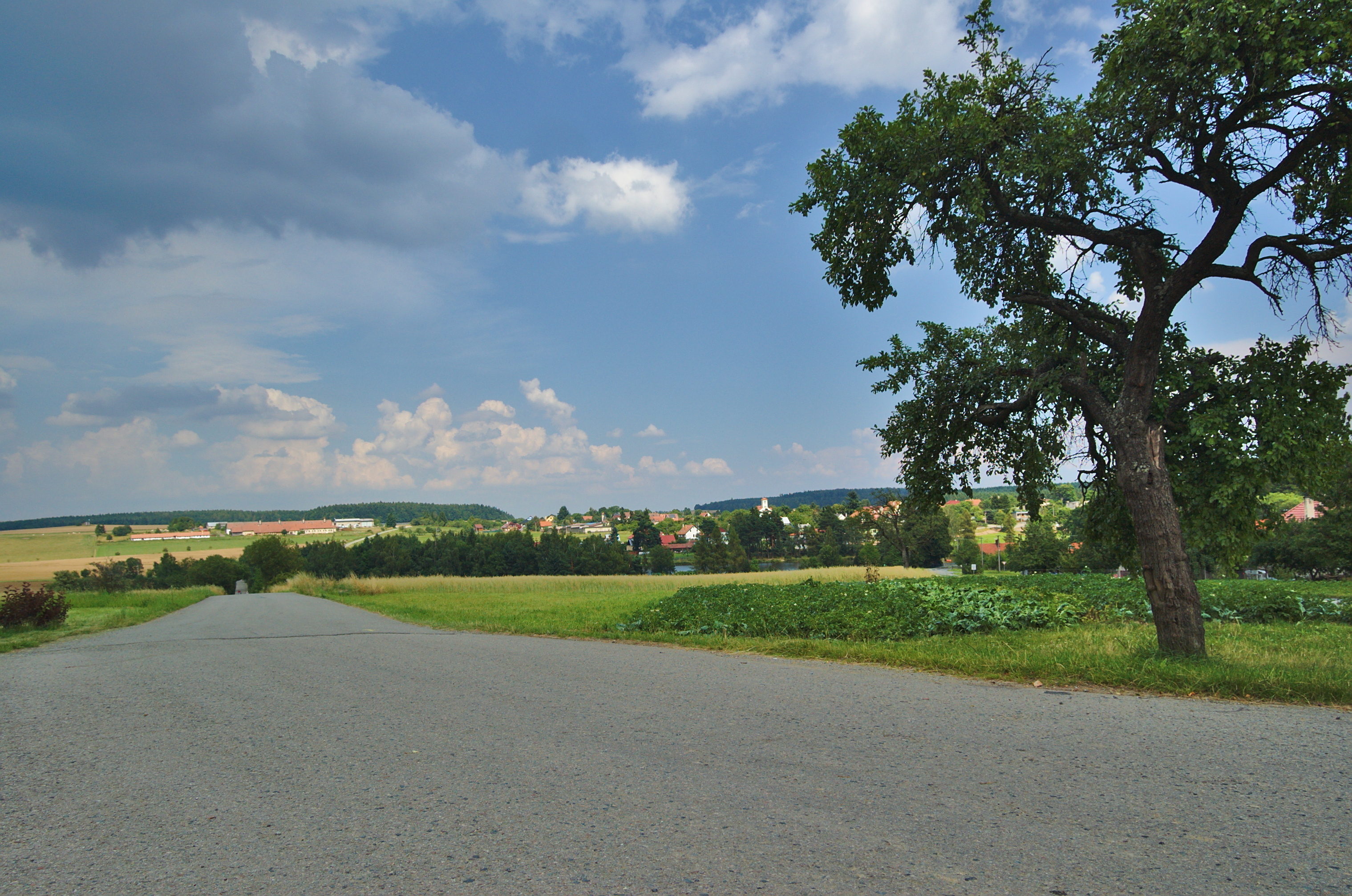
Pohled na Molenburk z Houska